# Euthyone
Euthyone is een geslacht van vlinders van de familie spinneruilen (Erebidae), uit de onderfamilie Arctiinae.

## Soorten
- E. celenna Schaus, 1892
- E. dremma Dyar, 1910
- E. grisescens Schaus, 1911
- E. melanocera Schaus, 1899
- E. muricolor Schaus, 1905
- E. parima Schaus, 1896
- E. perbella Schaus, 1905
- E. placida Schaus, 1896
- E. purpurea Jones, 1914
- E. simplex Walker, 1854
- E. tincta Hampson, 1900
- E. trimaculata Jones, 1908